# Bregi Kostelski
Bregi Kostelski – wieś w Chorwacji, w żupanii krapińsko-zagorskiej, w mieście Pregrada. W 2011 roku liczyła 269 mieszkańców.